# Jürgen Flenker
Jürgen Flenker (* 1964 in Coesfeld) ist ein deutscher Autor.

## Leben und Werk
Jürgen Flenker studierte Germanistik, Anglistik und neue Geschichte in Münster und Reading. Er schloss das Studium mit einem Magister ab. Jürgen Flenker ist hauptberuflich als Redakteur in einem Fachverlag tätig. Freiberuflich veröffentlicht er Lyrik, Prosa und Aphorismen in Zeitschriften (u. a. Am Erker, außer.dem) und Anthologien. Er hat in allen diesen literarischen Sparten auch Einzelveröffentlichungen. Jürgen Flenker lebt mit seiner Familie in Münster.

## Einzelpublikationen
- Das Rattenorakel Krimi. edition oberkassel, Düsseldorf 2017
- Zungen:Schläge Aphorismen. Brockmeyer Verlag, Bochum 2015
- Ebers Ende Krimi. edition oberkassel, Düsseldorf 2013
- Aufbrüche Sonderpunkt Verlag, Münster 2012
- Das Argument der Kletterrosen, Wiesenburg Verlag, Weinheim 2007
- dies sture beharren auf anwesenheit, edition offenes feld, Dortmund 2021

## Preise und Auszeichnungen
- 2017: Landschreiber-Wettbewerb[1]
- 2017: Leverkusener Short-Storypreis, 2. Platz
- 2014: Lyrikpreis Postpoetry NRW[2]
- 2012: Lyrikpreis München, 2. Platz
- 2010: Jokers Lyrikpreis
- 2009: Anerkennungspreis „lauter niemand“, Preis für politische Lyrik
- 2007: Mellrichstädter Literaturpreis
- 2006: Kurzgeschichtenwettbewerb des Michael-Müller-Verlages